# 蔣示吉
蔣示吉（1624年—1703年），字仲芳，號自了漢、自了道人，南直隸蘇州府長洲縣人，明末清初醫學家。

## 生平
蔣示吉來自蘇州婁關蔣氏家族。高祖蔣二南；曾伯祖蔣育馨；曾祖蔣育稵（字企江）為蔣育馨三弟；祖父蔣元惺；父蔣元胤（字君輔，1594-？），入清後文史書為避諱而記錄其名為蔣元允，為周順昌門人、諸生。鼎革後閉門著書，不問世事，所著包括《四書註解》、《山居閑集》等。蔣示吉為蔣元胤次子，母為周順昌侄女，周順昌子周茂蘭為蔣示吉舅。樂清縣知縣蔣埴為蔣示吉從叔父。
蔣示吉幼年寄住在舅周茂蘭家，攻讀儒家經典之餘，亦對“岐黃之術”感興趣，後來逐漸專研醫學，曾師從李中梓。蔣示吉著述包括《醫宗說約》、《望色啟微》、《醫意商》、《傷寒翼》、《藥性賦秘抄》等醫學類書籍，另有詩文集十卷已佚。

## 家庭
夫人錢氏；側室吳氏。有一子蔣鵬（字士程，1690-？）遷居嘉善，配嘉善歲貢生魏儒勳（字景書，魏大中曾孫）女。